# 锐齿臭樱
锐齿臭樱是蔷薇科李属的植物，是中国的特有植物。分布于中国大陆的河南、陕西、甘肃、山西、贵州、四川等地，生长于海拔1,800米至2,900米的地区，一般生长在灌丛中、山谷密林下、山坡以及河边，目前尚未由人工引种栽培。